# حسين أباد غزشاهان
حسين أباد غزشاهان (بالفارسية: حسین‌آباد گزشاهان) هي قرية تقع في قسم دلغان الريفي (مقاطعة دلغان) في إيران. يقدر عدد سكانها بـ 301 نسمة بحسب إحصاء 2016.